# 玛格达莱娜·富拉尔奇克
玛格达莱娜·富拉尔奇克（波蘭語：Magdalena Fularczyk，1986年9月16日—），波兰女子赛艇运动员。她曾代表波兰参加2012年和2016年夏季奥林匹克运动会赛艇比赛，获得一枚金牌和一枚铜牌。